# La dama boba

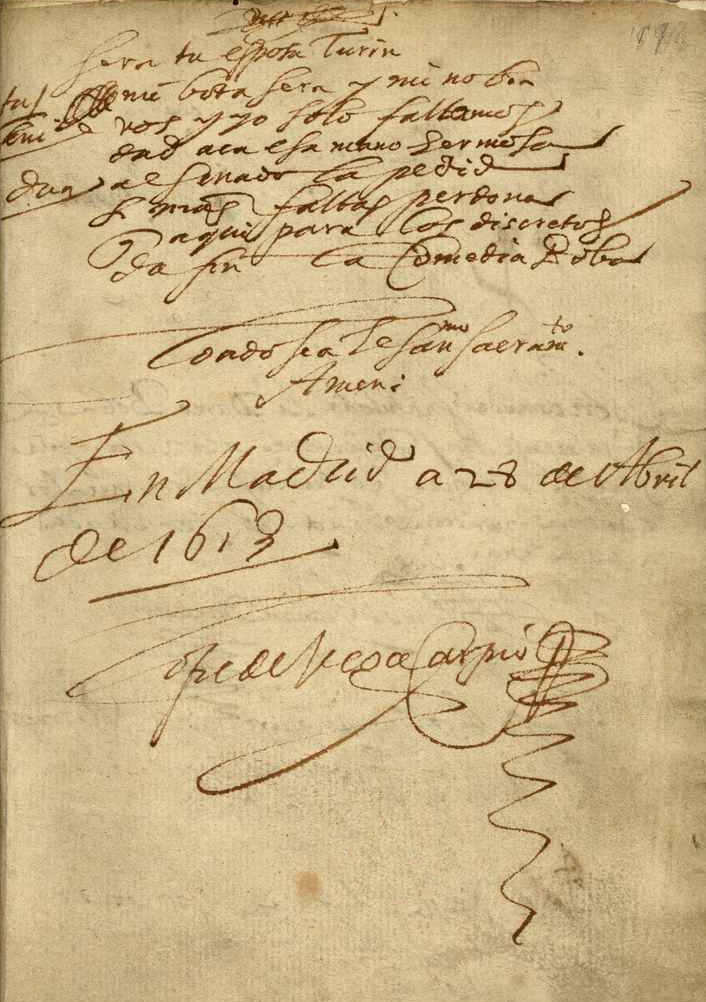
Colofón del autógrafo de Lope. En él puede leerse: «será tu esposa, Turín./ TURÍN. Mi bota será y mi novia./ FENISO. Vos y yo sólo faltamos;/ dad acá esa mano hermosa./ DUARDO:Al senado la pedid,/ si nuestras faltas perdona;/ que aquí, para los discretos,/ da fin la comedia boba.// Loado sea el Santísimo Sacramento/ Amén.// En Madrid a 28 de abril/ de 1613// Lope de Vega Carpio».

La dama boba es una obra teatral del Siglo de Oro español del dramaturgo Lope de Vega perteneciente al género de las comedias de enredo, del que esta comedia es uno de los ejemplos señeros. Fue terminada de escribir, según consta en el manuscrito autógrafo de Lope, el 28 de abril de 1613.

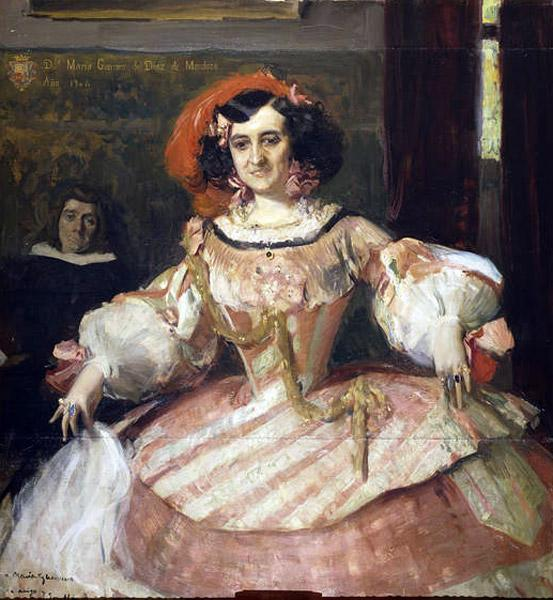
La actriz María Guerrero como «La dama boba» (1906) en un retrato de Joaquín Sorolla.

## Análisis
Lope de Vega escribió La Dama Boba en plena madurez creadora. Se trata de una comedia que gira en torno al poder educativo del amor. Finea, la dama a la que alude el título de la obra, es una joven cuya inteligencia despertará no a través de los sistemas pedagógicos tradicionales, sino cuando conozca el amor. Es este el tema central de la obra: la idea neoplatónica sobre la capacidad del amor para abrir el entendimiento. 
Está ambientada en la España del siglo XVI donde dos hermanas, Finea y Nise, son víctimas del machismo imperante en el reino. Por ello una decide escribir para expresar su odio y la otra se hace la tonta... Un amor en común les hará enfrentarse entre ellas...
Sin embargo, es uno de los temas secundarios de la obra el que despierta mayor interés entre el público de hoy día: el lugar que ocupa la mujer en una sociedad que la sitúa a la sombra del padre o del marido. Y es en relación con este tema donde comprobamos la modernidad del autor, al presentar a los personajes femeninos como dos mujeres que acabarán utilizando su intelecto para conseguir sus objetivos amorosos.
Las dos protagonistas de la obra, Finea y su hermana Nise, representan la dificultad de la mujer para ser reconocida y reconocerse en su condición de ser humano. Sin embargo, ambas son capaces de tomar decisiones y urdir estrategias para conseguir sus objetivos. Lo importante es que ambas eligen el camino de su felicidad desde su libertad y consciencia” (aunque Finea se case con un cínico al que lo único que le importa es su inmensa dote y Nise, una vez perdida toda esperanza de recuperar a su amado, se empareje con el primer pretendiente que se ofrece).
Pero no hay que quedarse solo con el proceso de madurez intelectual de Finea, la dama boba, pues la otra hermana experimenta un proceso similar pero en otro sentido, en el sentimental, representando ambas, en un principio, dos polos opuestos y que en el transcurso de la obra se irán equilibrando, llegando al estado de gracia en que se compensan sus perfiles intelectuales y sentimentales.
La obra trasluce la modernidad de Lope en varios aspectos. En primer lugar, el autor no considera el amor como una experiencia únicamente espiritual, sino que también comprende el amor sensual. También considera la presencia de los celos como indisoluble de la pasión amorosa, situación muy bien reflejada en un monólogo de Finea.
En cuanto a los personajes, en apariencia esquemáticos (la dama, el galán, el criado, el padre...), pero realmente el autor los aleja del arquetipo teatral, dotándolos de su propia individualidad. Dos son los personajes principales: 
- Finea, sobre cuyos hombros recae el peso de la obra y en torno a la cual gira toda la trama y el futuro del resto de los personajes. La transformación de Finea es gradual a medida que toma conciencia de su enamoramiento. Su inteligencia está latente al principio y es el amor el que hace que surja en todo su esplendor, llegando a superar a su hermana Nise, la intelectual.

- Nise no cae en la pedantería intelectual como sería de esperar, sino que se muestra crítica y llena de sentido común (como en la escena en que hace una crítica a la oscuridad de la poesía culterana). Aunque su afición a las letras cede en cuanto empieza a experimentar el mal de amores.[3]

## Representaciones y versiones
Fue estrenada por la agrupación de Pedro de Valdés (del 30 de octubre de 1613 al 14 de febrero de 1614, y en 1615), marido de la conocida actriz Jerónima de Burgos, propietaria del manuscrito en 1617, a quien será destinado el papel de Nise, una de las protagonistas de la comedia, tal como puede apreciarse en el reparto del manuscrito de la comedia que hoy en día se conserva.
Fue llevada al cine por Manuel Iborra en 2006.
- Joven Compañía Nacional de Teatro Clásico, Madrid, 2017.
  - Director: Alfredo Sanzol.
  - Intérpretes principales: Pablo Béjar, Paula Iwasaki, Jimmy Castro, Georgina de Yebra, Kevin de la Rosa.